# Hrabstwo Todd (Minnesota)
Todd – hrabstwo w środkowej części stanu Minnesota w Stanach Zjednoczonych. Zajmuje powierzchnię 2536 km², a zamieszkuje je 24 895 osób (2010). Siedzibą władz hrabstwa jest miasto Long Prairie.
Niemal wszyscy mieszkańcy (97,54%) należą do rasy białej.

## Sąsiednie hrabstwa
- Hrabstwo Douglas (północ)
- Hrabstwo Stearns (wschód)
- Hrabstwo Kandiyohi (południowy wschód)
- Hrabstwo Swift (południe)
- Hrabstwo Douglas (zachód)
- Hrabstwo Grant (północny zachód)

## Miasta w hrabstwie Todd
- Bertha
- Browerville
- Burtrum
- Clarissa
- Eagle Bend
- Grey Eagle
- Hewitt
- Long Prairie
- West Union